# École polytechnique (Guatemala)
Pour les articles homonymes, voir École polytechnique.
L'École polytechnique est, au Guatemala, une école militaire de niveau universitaire, où les cadets, futurs officiers de l'armée guatémaltèque, reçoivent l'instruction militaire et académique nécessaire pour obtenir le titre d'officier de l'armée, avec le grade de sous-lieutenant dans l'un des Armes et services des différentes forces et unités de l'armée guatémaltèque. Parallèlement, les cadets poursuivent des études de licence en technologie et gestion des ressources à l'Université Galileo.

## Histoire

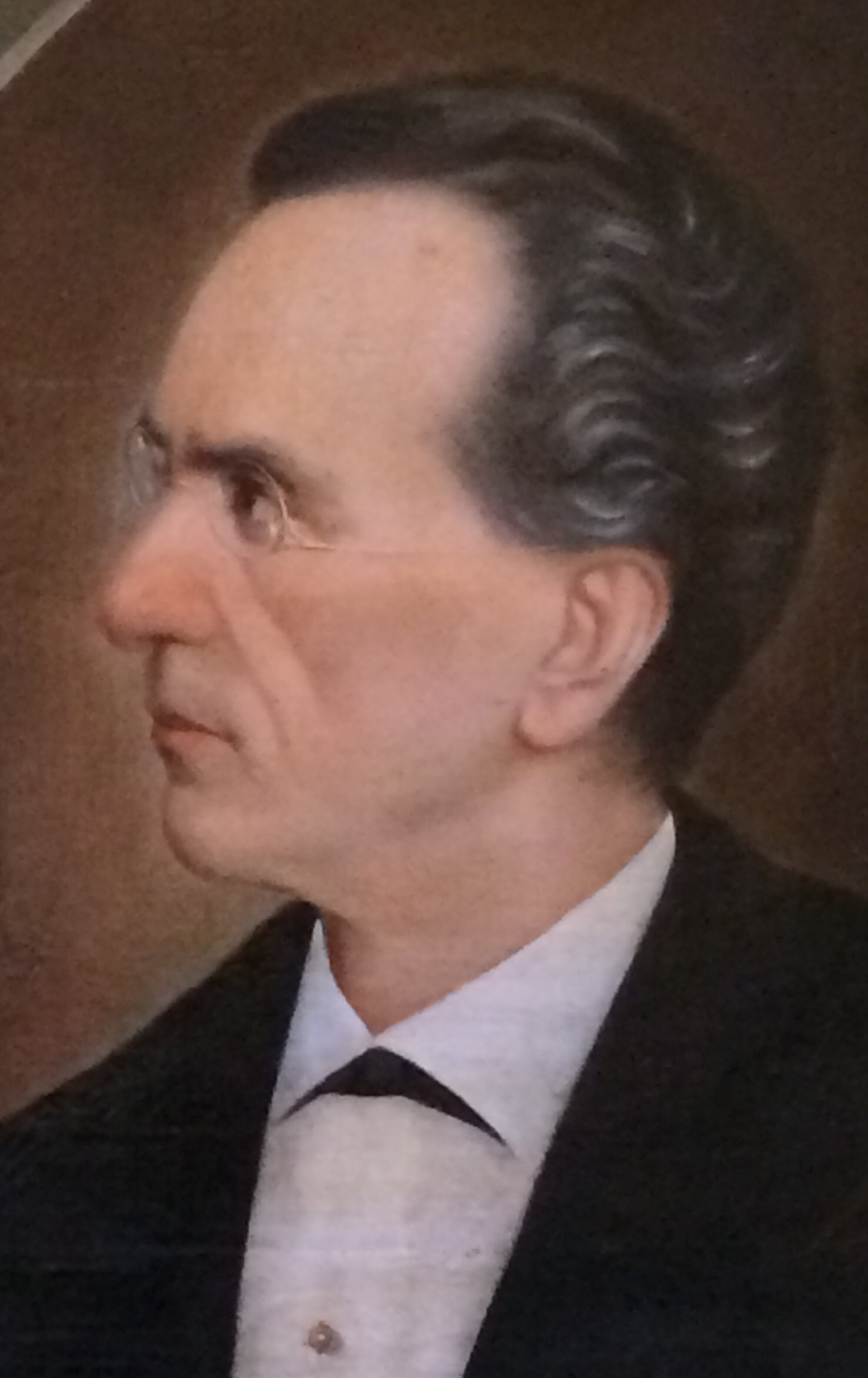
Miguel García Granados, président du Guatemala (1871-1873) et fondateur de l'École polytechnique.

En décembre 1872, le gouvernement du général Miguel García Granados entreprend la constitution d'une nouvelle école militaire nationale. L'École polytechnique est créée par le décret 86 du 4 février 1873, signé par le président Miguel García Granados et son ministre de la Guerre, José María Samayoa et est officiellement fondée le 1er septembre 1873 avec la vision de faire en sorte que les cadets poursuivent une carrière dans les armes en tant que profession.

### Première période

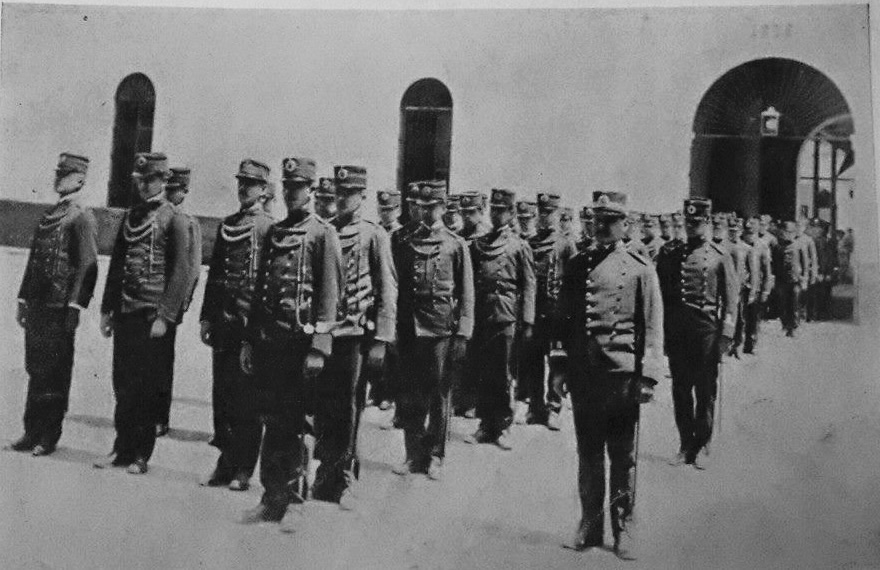
Cadets de la promotion de 1905 en compagnie du capitaine de l'époque, Daniel Martínez.

L'édifice de l'église de la Récollection de Guatemala est exproprié aux Récollets pour faire place à l'école. Il est largement modifié, notamment pour abriter le secrétariat et la direction, un bâtiment de deux étages est aussi construit pour les chambres. Les études pour la formation des étudiants comprennent le génie militaire comme l'une des matières les plus importantes et les carrières d'arpenteur, d'ingénieur minier, d'ingénieur forestier, d'architecte, de télégraphiste et de comptable y sont enseignées.

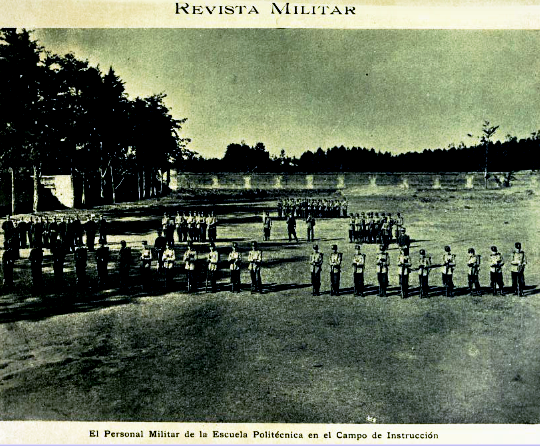
Cadets de l'École sur le terrain de manœuvre en 1899.

#### Tentative de réunification de 1885
Lorsque le général Justo Rufino Barrios déclare son intention de réunifier les États d'Amérique centrale, plusieurs étudiants de l'école se portent volontaires pour soutenir l'idéal unioniste du général et sont désignés comme instructeurs.
Le général Barrios, chargé de l'avancée vers les positions de Casa Blanca et Chalchuapa, au  Salvador, meurt au combat le 2 avril 1885.
L'École polytechnique, comme les autres institutions fondées par le gouvernement libéral dans les années 1870, est une institution d'élite qui forme un petit groupe d'étudiants. En 1899, seulement huit nouveaux officiers reçoivent le grade de sous-lieutenant d'infanterie.

#### Attaque des cadets contre Manuel Estrada Cabrera
Ces installations sont démolies en avril 1908 après la fermeture de l'école par le président Manuel Estrada Cabrera, après deux attaques que les cadets tentent contre lui : 

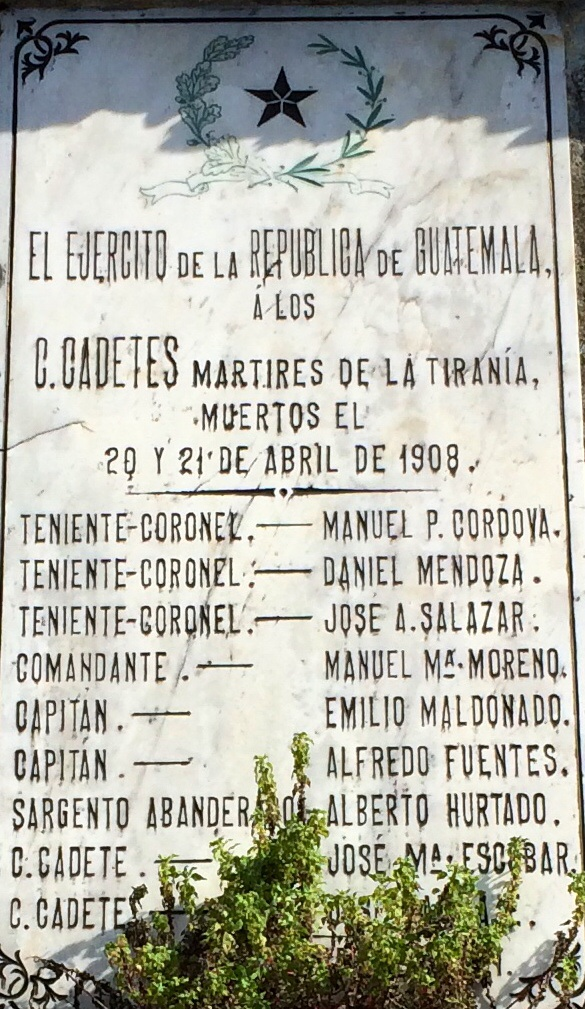
Tombe des cadets martyrs de 1908 qui tentent d'assassiner Manuel Estrada Cabrera. Dirigée par le lieutenant-colonel Daniel Martínez, cette unité a été trahie par le cadet Roderico Anzueto Valencia.

Le Vendredi Saint 1908, des élèves-officiers et officiers de l'École polytechnique tentent de se dissimuler parmi les fidèles de la procession solennelle qui doit passer devant la résidence du président pour y entrer et y arrêter Estrada Cabrera. En raison de deux conspirateurs trop bavards, le président est informé du complot deux jours auparavant et le plan avorte.
Le 20 avril 1908, un cadet de l'École polytechnique, pour se venger de l'emprisonnement et de la torture de ses patrons et amis, tire sur Estrada Cabrera à bout portant. Miraculeusement, celui-ci s'en tire qu'avec une blessure au petit doigt. En réaction, Estrada Cabrera ordonne l'exécution de pratiquement toute la compagnie de cadets à laquelle appartenait le cadet assaillant, qui lui, a été abattu à l'endroit où il tentait de commettre l'assassinat. Le président ordonne ensuite la dissolution de l'école militaire, la démolition du bâtiment et l'épandage de sel sur les fondations. De nombreux militaires sont emprisonnés, dont certains généraux proches du président.

### Deuxième période: l'académie militaire

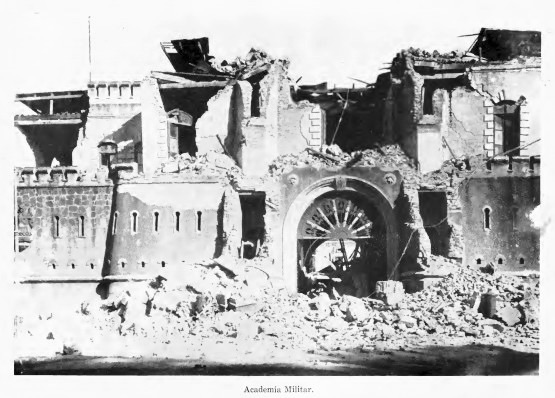
Ruines de l'Académie militaire après le séisme de 1917-1918.

Le président Estrada Cabrera, après avoir fermé l'école en 1908, fonde l'Académie militaire le 30 juin 1912, sous la direction d'officiers espagnols, dans le bâtiment occupé par la caserne d'artillerie. Le bâtiment abrite également l'Assemblée législative nationale pendant les deux dernières années du gouvernement d'Estrada Cabrera, comme stratégie pour intimider les députés qui se trouvaient entourés de militaires, puisque la caserne d'artillerie fonctionnait toujours dans le bâtiment. Construit en 1894, le bâtiment subit de graves dommages lors des tremblements de terre de 1917-1918, mais est finalement réhabilité en février 1919.
Le 2 mai 1920, le gouvernement de Carlos Herrera y Luna ferme l'Académie militaire et rétablit l'École polytechnique.

### Troisième période
Le premier problème politique auquel est confronté le colonel Carlos Castillo Armas après son coup d'État de 1954 orchestré par les États-Unis est le soulèvement des cadets de l'École Polytechnique le 2 août 1954. Après avoir marché triomphalement dans les rues de Guatemala pour célébrer la victoire, les troupes du Mouvement de libération nationale (MLN)  remettent les armes et rentrent dormir dans un hôpital en construction, où ils sont cantonnés.

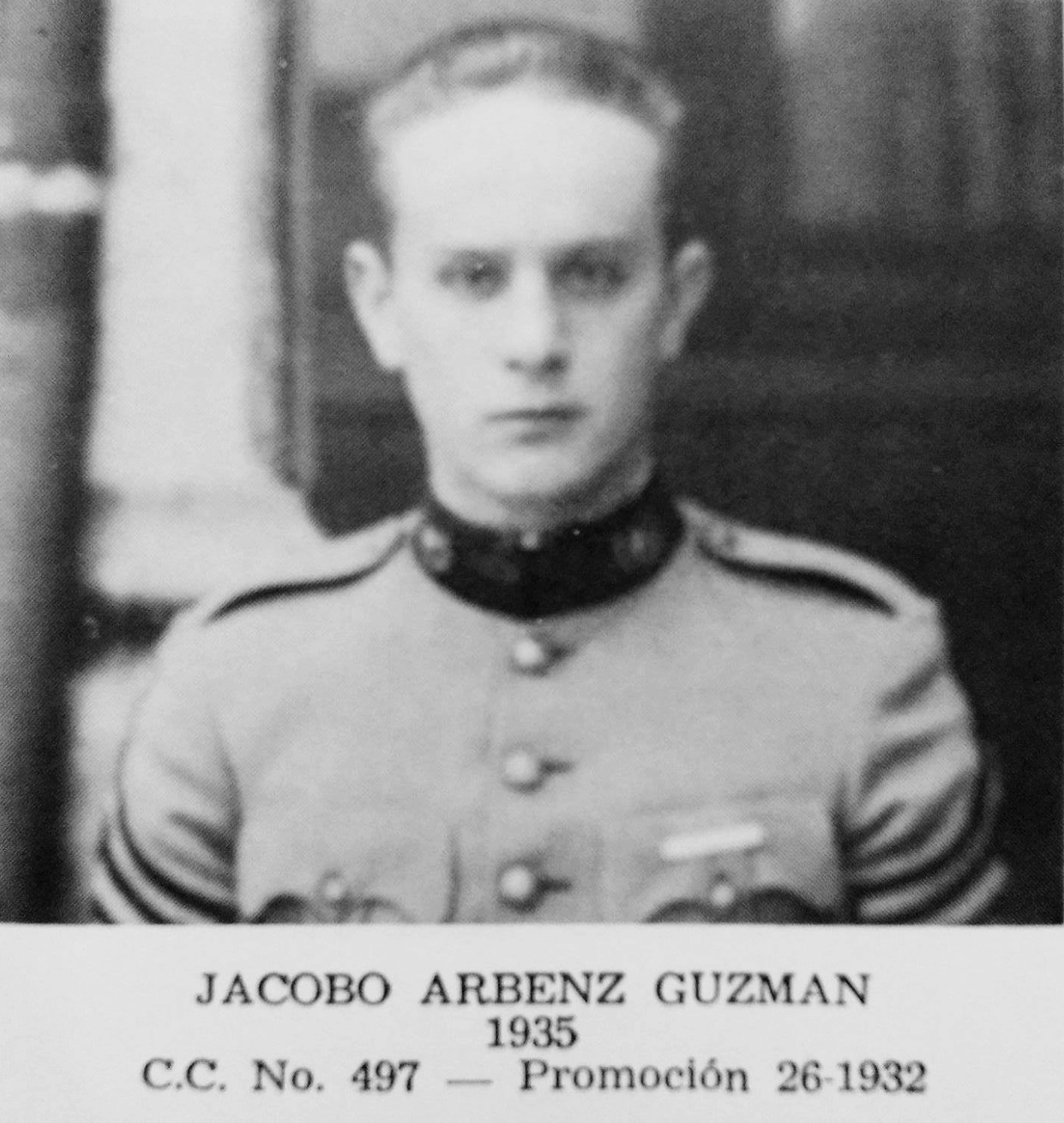
Le cadet chevalier Jacobo Árbenz Guzmán en 1932.

Plus tôt, lors de la réception de Castillo Armas à l'aéroport La Aurora, les mercenaires du MLN arrachent le drapeau national des mains des cadets, qui en profitent durant la nuit pour les attaquer et les faire monter dans un train vers Zacapa dans l'est du pays. Averti de la situation, le colonel Castillo Armas, de retour à son quartier général de Guatemala, est capturé au Palais national.

Les cadets restent maîtres de la situation, mais, peu après, lors d'une rencontre avec l'ambassadeur américain John Peurifoy où ils lui assurent ne pas constituer un mouvement communiste, ce dernier leur fait comprendre qu'aucun soulèvement ne serait toléré et que s'ils persistaient dans leurs intentions, la marine américaine serait appelée pour procéder à une invasion du pays. Alarmés, les cadets rendent finalement les armes et libèrent Castillo Armas. De nombreux morts et blessés sont relevés des deux côtés et l'École polytechnique fermée temporairement. Le plus grand nombre possible de cadets reçoivent des bourses et sont envoyés à l'étranger pour étudier dans d'autres domaines que militaires. Le campus d'études militaires est finalement rouvert le 18 mars 1955 sous la présidence du colonel Carlos Arana Osorio.

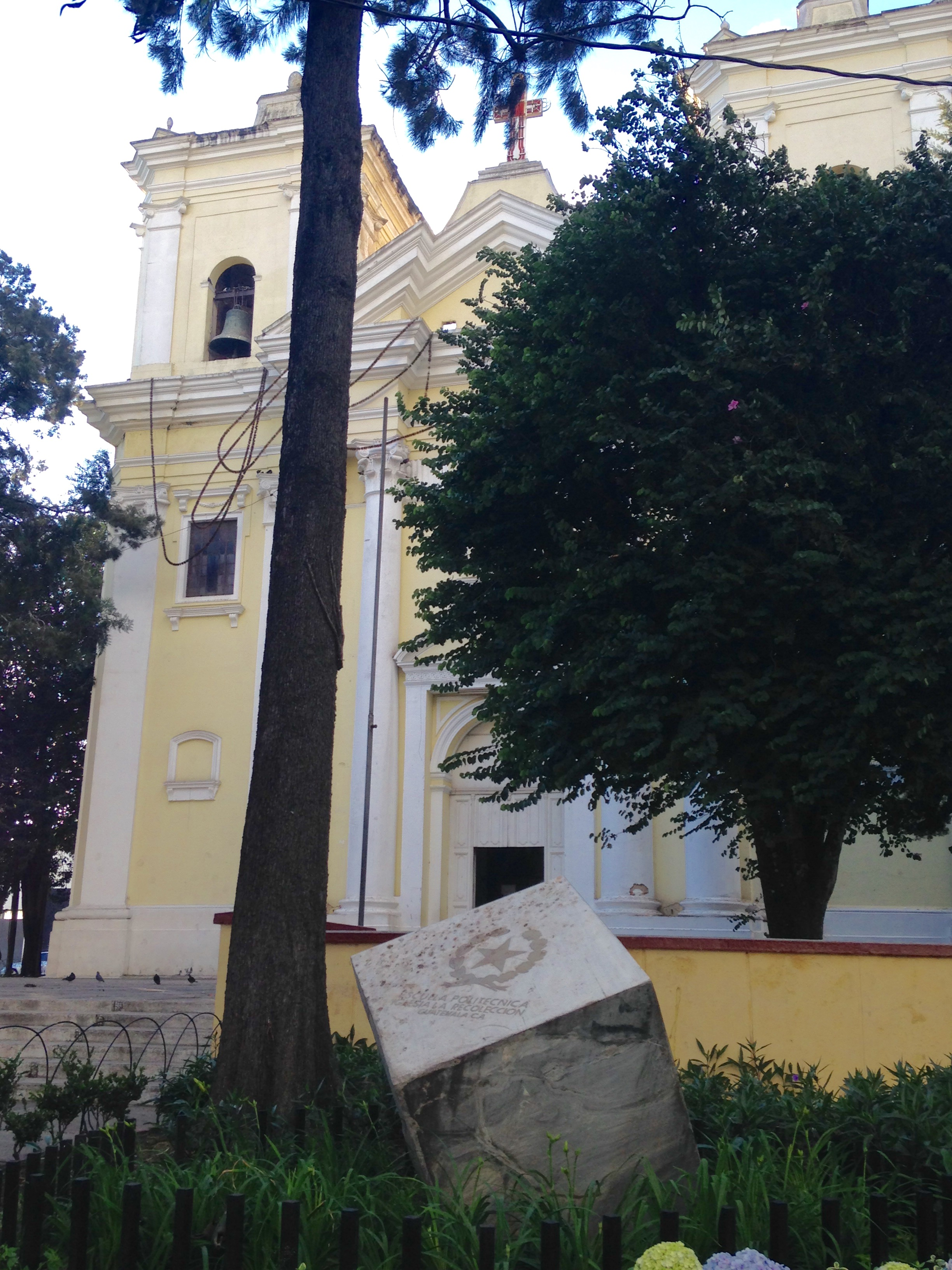
Monument au premier siège de l'École polytechnique dans l'atrium de l'église de La Recolección dans le centre historique de la ville de Guatemala en décembre 2015.

### Quatrième période
Le 15 janvier 1977, sous le gouvernement du général Kjell Eugenio Laugerud García, l'école est transférée dans ses nouvelles installations de la ferme La Asunción, à San Juan Sacatepéquez, marquant ainsi la fermeture définitive de l'École polytechnique située dans la capitale.